# Liste der Präsidenten der französischen Nationalversammlung
Die verfassunggebende Nationalversammlung ging 1789 aus den Generalständen (États généraux) hervor. Der Präsident wechselte in kurzen Abständen nach dem Rotationsprinzip. Das galt auch für die nachfolgende Gesetzgebende Versammlung (1791–1792) und den Nationalkonvent (1792–1795). Mit der Etablierung des Direktoriums, 1795, entstand das Zwei-Kammern-System. Die untere, der Rat der Fünfhundert, gewährte ihren Vorsitzenden nur eine kurze Amtsperiode.
Unter Napoleon Bonaparte hatte der Corps législatif (Gesetzgebende Körperschaft) zwar jegliche Befugnis Gesetze zu erlassen, doch fehlte ihm die Möglichkeit zur Debatte – weshalb die Gesetze faktisch nur besiegelt wurden.
Mit der Restauration der Monarchie wurde 1814 das Zwei-Kammern-System wiederhergestellt. Auf der einen Seite die Kammer der Pairs, auf der anderen die Abgeordnetenkammer, die zum ersten Mal ihre Präsidenten für eine substantielle Amtszeit wählte.
Mit der Februarrevolution von 1848 wurden die königlichen Versammlungen aufgelöst und durch die Nationalversammlung ersetzt. Nach dem Ende der Zweiten Republik ersetzte sie Napoleon III. durch eine Variante des Corps législatif seines Onkels.
In der Dritten Republik wurde dem Unterhaus wieder der Name Abgeordnetenkammer zuteil, 1876 entstand mit dem Senat das Oberhaus. Die Abgeordnetenkammer wurde mit der Verfassung der Vierten Republik in Nationalversammlung umbenannt – so heißt sie bis heute.

## Verfassunggebende Nationalversammlung (1789–1791)
| Präsident                                                      | Beginn             | Ende               |
| Jean-Sylvain Bailly                                            | 17. Juni 1789      | 3. Juli 1789       |
| Louis Philippe Joseph, duc d'Orléans                           | 3. Juli 1789       | 3. Juli 1789       |
| Jean-Georges Lefranc de Pompignan                              | 3. Juli 1789       | 18. Juli 1789      |
| François Alexandre Frédéric, duc de La Rochefoucauld-Liancourt | 18. Juli 1789      | 3. August 1789     |
| Jacques Guillaume Thouret                                      | 3. August 1789     | 3. August 1789     |
| Isaac René Guy Le Chapelier                                    | 3. August 1789     | 17. August 1789    |
| Stanislas, comte de Clermont-Tonnerre                          | 17. August 1789    | 31. August 1789    |
| César-Guillaume de La Luzerne                                  | 31. August 1789    | 9. September 1789  |
| Stanislas, comte de Clermont-Tonnerre                          | 9. September 1789  | 28. September 1789 |
| Jean-Joseph Mounier                                            | 28. September 1789 | 10. Oktober 1789   |
| Emmanuel Marie Michel Philippe Fréteau de Saint-Just           | 10. Oktober 1789   | 28. Oktober 1789   |
| Armand Gaston Camus                                            | 28. Oktober 1789   | 12. November 1789  |
| Jacques Guillaume Thouret                                      | 12. November 1789  | 23. November 1789  |
| Raymond de Boisgelin de Cucé                                   | 23. November 1789  | 5. Dezember 1789   |
| Emmanuel Marie Michel Philippe Fréteau de Saint-Just           | 5. Dezember 1789   | 22. Dezember 1789  |
| Jean-Nicolas Démeunier                                         | 22. Dezember 1789  | 4. Januar 1790     |
| François Xavier de Montesquiou-Fézensac                        | 4. Januar 1790     | 18. Januar 1790    |
| Guy-Jean-Baptiste Target                                       | 18. Januar 1790    | 2. Februar 1790    |
| Jean Xavier Bureaux de Puzy                                    | 2. Februar 1790    | 16. Februar 1790   |
| Charles Maurice de Talleyrand-Périgord                         | 16. Februar 1790   | 28. Februar 1790   |
| François Xavier de Montesquiou-Fézensac                        | 28. Februar 1790   | 15. März 1790      |
| Jean-Paul Rabaut Saint-Étienne                                 | 15. März 1790      | 27. März 1790      |
| Jean-François, baron de Menou                                  | 27. März 1790      | 12. April 1790     |
| Charles-François de Bonnay                                     | 12. April 1790     | 27. April 1790     |
| François Henri, comte de Virieu                                | 27. April 1790     | 29. April 1790     |
| Jean-Louis Gouttes                                             | 29. April 1790     | 8. Mai 1790        |
| Jacques Guillaume Thouret                                      | 8. Mai 1790        | 27. Mai 1790       |
| Bon-Albert Briois de Beaumetz                                  | 27. Mai 1790       | 8. Juni 1790       |
| Jean-Sylvain Bailly                                            | 8. Juni 1790       | 21. Juni 1790      |
| Louis-Michel Le Peletier de Saint-Fargeau                      | 21. Juni 1790      | 5. Juli 1790       |
| Charles-François de Bonnay                                     | 5. Juli 1790       | 20. Juli 1790      |
| Jean-Baptiste Treilhard                                        | 20. Juli 1790      | 31. Juli 1790      |
| Antoine d' André                                               | 31. Juli 1790      | 16. August 1790    |
| Samuel-Pierre Du Pont de Nemours                               | 16. August 1790    | 30. August 1790    |
| Joseph-Henri, baron de Jessé                                   | 30. August 1790    | 11. September 1790 |
| Jean-Xavier Bureaux de Puzy                                    | 11. September 1790 | 25. September 1790 |
| Jean-Louis Emmery                                              | 25. September 1790 | 9. Oktober 1790    |
| Philippe-Antoine Merlin (genannt: Merlin de Douai)             | 9. Oktober 1790    | 25. Oktober 1790   |
| Antoine Barnave                                                | 25. Oktober 1790   | 8. November 1790   |
| Charles-Antoine Chasset                                        | 8. November 1790   | 20. November 1790  |
| Alexandre de Lameth                                            | 20. November 1790  | 4. Dezember 1790   |
| Jérôme Pétion de Villeneuve                                    | 4. Dezember 1790   | 20. Dezember 1790  |
| Charles-François de Bonnay                                     | 20. Dezember 1790  | 20. Dezember 1790  |
| Antoine d' André                                               | 20. Dezember 1790  | 4. Januar 1791     |
| Jean-Louis Emmery                                              | 4. Januar 1791     | 18. Januar 1791    |
| Henri Jean-Baptiste Grégoire                                   | 18. Januar 1791    | 29. Januar 1791    |
| Honoré-Gabriel Riqueti, comte de Mirabeau                      | 29. Januar 1791    | 14. Februar 1791   |
| Adrien Duport                                                  | 14. Februar 1791   | 26. Februar 1791   |
| Louis-Marie, vicomte de Noailles                               | 26. Februar 1791   | 14. März 1791      |
| Anne-Pierre de Montesquiou-Fézensac                            | 14. März 1791      | 29. März 1791      |
| François Denis Tronchet                                        | 29. März 1791      | 9. April 1791      |
| Jean-Baptiste-Charle Chabroud                                  | 9. April 1791      | 23. April 1791     |
| Jean François Reubell                                          | 23. April 1791     | 9. Mai 1791        |
| Antoine d' André                                               | 9. Mai 1791        | 24. Mai 1791       |
| Jean-Xavier Bureaux de Puzy                                    | 24. Mai 1791       | 6. Juni 1791       |
| Luc Dauchy                                                     | 6. Juni 1791       | 19. Juni 1791      |
| Alexandre, vicomte de Beauharnais                              | 19. Juni 1791      | 3. Juli 1791       |
| Charles de Lameth                                              | 3. Juli 1791       | 19. Juli 1791      |
| Joseph Defermon des Chapellières                               | 19. Juli 1791      | 30. Juli 1791      |
| Alexandre, vicomte de Beauharnais                              | 30. Juli 1791      | 13. August 1791    |
| Charles-Louis-Victor de Broglie                                | 13. August 1791    | 27. August 1791    |
| Théodore Vernier                                               | 27. August 1791    | 10. September 1791 |
| Jacques Guillaume Thouret                                      | 10. September 1791 | 30. September 1791 |

## Gesetzgebende Nationalversammlung (1791–1792)
| Präsident                                                                | Beginn             | Ende               |
| Claude Batault                                                           | 1. Oktober 1791    | 3. Oktober 1791    |
| Emmanuel Pastoret                                                        | 3. Oktober 1791    | 17. Oktober 1791   |
| Jean-Baptiste Ducastel                                                   | 17. Oktober 1791   | 30. Oktober 1791   |
| Pierre-Victurnien Vergniaud                                              | 30. Oktober 1791   | 15. November 1791  |
| Vincent-Marie Viénot de Vaublanc                                         | 15. November 1791  | 28. November 1791  |
| Bernard Germain Étienne Médard de La Ville-sur-Illon, comte de La Cépède | 28. November 1791  | 10. Dezember 1791  |
| Pierre-Édouard Lémontey                                                  | 10. Dezember 1791  | 26. Dezember 1791  |
| Nicolas-Louis François de Neufchâteau                                    | 26. Dezember 1791  | 8. Januar 1792     |
| Jean-Antoine d' Averhoult                                                | 8. Januar 1792     | 22. Januar 1792    |
| Élie Guadet                                                              | 22. Januar 1792    | 7. Februar 1792    |
| Marie Jean Antoine Nicolas Caritat, Marquis de Condorcet                 | 7. Februar 1792    | 19. Februar 1792   |
| Mathieu Dumas                                                            | 19. Februar 1792   | 4. März 1792       |
| Louis-Bernard Guyton-Morveau                                             | 4. März 1792       | 19. März 1792      |
| Armand Gensonné                                                          | 19. März 1792      | 2. April 1792      |
| Claude Dorizy                                                            | 2. April 1792      | 15. April 1792     |
| Félix Bigot, comte de Préameneu                                          | 15. April 1792     | 29. April 1792     |
| Jean-Gérard Lacuée, comte de Cessac                                      | 29. April 1792     | 13. Mai 1792       |
| Honoré Muraire                                                           | 13. Mai 1792       | 27. Mai 1792       |
| François-Alexandre Tardiveau                                             | 27. Mai 1792       | 10. Juni 1792      |
| Antoine Français de Nantes                                               | 10. Juni 1792      | 24. Juni 1792      |
| Stanislas Girardin                                                       | 24. Juni 1792      | 8. Juli 1792       |
| Jean-Baptiste Annibal Aubert du Bayet                                    | 8. Juli 1792       | 22. Juli 1792      |
| André-Daniel Laffon de Ladébat                                           | 22. Juli 1792      | 7. August 1792     |
| Jean-François Merlet                                                     | 7. August 1792     | 20. August 1792    |
| Jean-François Delacroix                                                  | 20. August 1792    | 2. September 1792  |
| Marie-Jean Hérault de Séchelles                                          | 2. September 1792  | 16. September 1792 |
| Pierre Joseph Cambon                                                     | 16. September 1792 | 19. September 1792 |

## Nationalkonvent (1792–1795)
| Präsident                                          | Beginn             | Ende               |
| Philippe Rühl (Alterspräsident)                    | 20. September 1792 | 20. September 1792 |
| Jérôme Pétion de Villeneuve                        | 20. September 1792 | 4. Oktober 1792    |
| Jean-François Delacroix                            | 4. Oktober 1792    | 18. Oktober 1792   |
| Élie Guadet                                        | 18. Oktober 1792   | 1. November 1792   |
| Marie-Jean Hérault de Séchelles                    | 1. November 1792   | 15. November 1792  |
| Henri Grégoire                                     | 15. November 1792  | 29. November 1792  |
| Bertrand Barère de Vieuzac                         | 29. November 1792  | 13. Dezember 1792  |
| Joseph Defermon des Chapellières                   | 13. Dezember 1792  | 27. Dezember 1792  |
| Jean-Baptiste Treilhard                            | 27. Dezember 1792  | 10. Januar 1793    |
| Pierre-Victurnien Vergniaud                        | 10. Januar 1793    | 24. Januar 1793    |
| Jean-Paul Rabaut Saint-Étienne                     | 24. Januar 1793    | 7. Februar 1793    |
| Jean-Jacques Bréard                                | 7. Februar 1793    | 21. Februar 1793   |
| Edmond Dubois-Crancé                               | 21. Februar 1793   | 7. März 1793       |
| Armand Gensonné                                    | 7. März 1793       | 21. März 1793      |
| Jean Debry                                         | 21. März 1793      | 4. April 1793      |
| Jean-François Delmas                               | 4. April 1793      | 18. April 1793     |
| Marie-David Alba (genannt Lasource)                | 18. April 1793     | 2. Mai 1793        |
| Jean-Baptiste Boyer-Fonfrède                       | 2. Mai 1793        | 17. Mai 1793       |
| Maximin Isnard                                     | 17. Mai 1793       | 30. Mai 1793       |
| François-René-Auguste Mallarmé                     | 30. Mai 1793       | 13. Juni 1793      |
| Jean-Marie Collot d’Herbois                        | 13. Juni 1793      | 27. Juni 1793      |
| Jacques-Alexis Thuriot de la Rozière               | 27. Juni 1793      | 11. Juli 1793      |
| André Jeanbon (genannt Jean-Bon Saint-André)       | 11. Juli 1793      | 25. Juli 1793      |
| Georges Danton                                     | 25. Juli 1793      | 8. August 1793     |
| Marie-Jean Hérault de Séchelles                    | 8. August 1793     | 22. August 1793    |
| Maximilien de Robespierre                          | 22. August 1793    | 7. September 1793  |
| Jacques Nicolas Billaud-Varenne                    | 7. September 1793  | 19. September 1793 |
| Pierre Joseph Cambon                               | 19. September 1793 | 3. Oktober 1793    |
| Louis-Joseph Charlier                              | 3. Oktober 1793    | 22. Oktober 1793   |
| Moyse Bayle                                        | 22. Oktober 1793   | 6. November 1793   |
| Pierre-Antoine Laloy                               | 6. November 1793   | 21. November 1793  |
| Charles-Gilbert Romme                              | 21. November 1793  | 6. Dezember 1793   |
| Jean-Henri Voulland                                | 6. Dezember 1793   | 21. Dezember 1793  |
| Georges Couthon                                    | 21. Dezember 1793  | 5. Januar 1794     |
| Jacques-Louis David                                | 5. Januar 1794     | 20. Januar 1794    |
| Marc Vadier                                        | 20. Januar 1794    | 4. Februar 1794    |
| Joseph-Nicolas Barbeau du Barran                   | 4. Februar 1794    | 19. Februar 1794   |
| Louis Antoine de Saint-Just                        | 19. Februar 1794   | 6. März 1794       |
| Philippe Rühl                                      | 6. März 1794       | 21. März 1794      |
| Jean Lambert Tallien                               | 21. März 1794      | 5. April 1794      |
| André Amar                                         | 5. April 1794      | 20. April 1794     |
| Robert Lindet                                      | 20. April 1794     | 5. Mai 1794        |
| Lazare Carnot                                      | 5. Mai 1794        | 20. Mai 1794       |
| Claude-Antoine Prieur (dit Prieur de la Côte d’or) | 20. Mai 1794       | 4. Juni 1794       |
| Maximilien de Robespierre                          | 4. Juni 1794       | 19. Juni 1794      |
| Élie Lacoste                                       | 19. Juni 1794      | 4. Juli 1794       |
| Jean-Antoine Louis (genannt Louis du Bas-Rhin)     | 4. Juli 1794       | 19. Juli 1794      |
| Jean-Marie Collot d’Herbois                        | 19. Juli 1794      | 3. August 1794     |
| Philippe-Antoine Merlin (genannt Merlin de Douai)  | 3. August 1794     | 18. August 1794    |
| Antoine Merlin (genannt Merlin de Thionville)      | 18. August 1794    | 2. September 1794  |
| André-Antoine Bernard (genannt Bernard de Saintes) | 2. September 1794  | 22. September 1794 |
| André Dumont                                       | 22. September 1794 | 7. Oktober 1794    |
| Jean-Jacques Régis de Cambacérès                   | 7. Oktober 1794    | 22. Oktober 1794   |
| Pierre-Louis Prieur (genannt Prieur de la Marne)   | 22. Oktober 1794   | 6. November 1794   |
| Louis Legendre                                     | 6. November 1794   | 24. November 1794  |
| Jean-Baptiste Clausel                              | 24. November 1794  | 6. Dezember 1794   |
| Jean-François Reubell                              | 6. Dezember 1794   | 21. Dezember 1794  |
| Pierre-Louis Bentabolle                            | 21. Dezember 1794  | 5. Januar 1795     |
| Charles-Louis Letourneur (genannt de la Manche)    | 5. Januar 1795     | 20. Januar 1795    |
| Jean-Stanislas Rovère de Fonvielle                 | 20. Januar 1795    | 4. Februar 1795    |
| Paul-François, vicomte Barras                      | 4. Februar 1795    | 19. Februar 1795   |
| François-Louis Bourdon (genannt Bourdon de l'Oise) | 19. Februar 1795   | 6. März 1795       |
| Antoine-Claire Thibaudeau                          | 6. März 1795       | 24. März 1795      |
| Jean Pelet (genannt Pelet de la Lozère)            | 24. März 1795      | 5. April 1795      |
| François-Antoine Boissy d’Anglas                   | 5. April 1795      | 20. April 1795     |
| Emmanuel Joseph Sieyès                             | 20. April 1795     | 5. Mai 1795        |
| Théodore Vernier                                   | 5. Mai 1795        | 25. Mai 1795       |
| Jean-Baptiste Mathieu-Mirampal                     | 25. Mai 1795       | 3. Juni 1795       |
| Théodore Vernier                                   | 3. Juni 1795       | 4. Juni 1795       |
| Jean-Denis Lanjuinais                              | 4. Juni 1795       | 19. Juni 1795      |
| Jean-Baptiste Louvet de Couvray                    | 19. Juni 1795      | 5. Juli 1795       |
| Gustave Doulcet de Pontécoulant                    | 5. Juli 1795       | 20. Juli 1795      |
| Louis-Marie de La Révellière-Lépeaux               | 20. Juli 1795      | 4. August 1795     |
| Pierre-Claude Daunou                               | 4. August 1795     | 20. August 1795    |
| Marie-Joseph Chénier                               | 20. August 1795    | 3. September 1795  |
| Théophile Berlier                                  | 3. September 1795  | 24. September 1795 |
| Pierre Baudin (genannt Baudin des Ardennes)        | 24. September 1795 | 9. Oktober 1795    |
| Charles-François Génissieu                         | 9. Oktober 1795    | 26. Oktober 1795   |

## Rat der Fünfhundert (1795–1799)
| Präsident                                                 | Beginn             | Ende               |
| Pierre-Claude Daunou                                      | 28. Oktober 1795   | 21. November 1795  |
| Marie-Joseph Chénier                                      | 22. November 1795  | 21. Dezember 1795  |
| Jean-Baptiste Treilhard                                   | 22. Dezember 1795  | 20. Januar 1796    |
| Armand Gaston Camus                                       | 21. Januar 1796    | 19. Februar 1796   |
| Antoine-Claire Thibaudeau                                 | 20. Februar 1796   | 20. März 1796      |
| Gustave Doulcet de Pontécoulant                           | 21. März 1796      | 19. April 1796     |
| Aaron-Jean-François Crassous                              | 20. April 1796     | 19. Mai 1796       |
| Joseph Defermon des Chapellières                          | 20. Mai 1796       | 18. Juni 1796      |
| Jean Pelet (genannt Pelet de la Lozère)                   | 19. Juni 1796      | 18. Juli 1796      |
| François-Antoine Boissy d’Anglas                          | 19. Juli 1796      | 17. August 1796    |
| Emmanuel Pastoret                                         | 18. August 1796    | 21. September 1796 |
| Charles-Antoine Chasset                                   | 22. September 1796 | 21. Oktober 1796   |
| Jean-Jacques Régis de Cambacérès                          | 22. Oktober 1796   | 20. November 1796  |
| Nicolas-Marie Quinette de Rochemont                       | 21. November 1796  | 20. Dezember 1796  |
| Jean Debry                                                | 21. Dezember 1796  | 19. Januar 1797    |
| François Riou de Kersalaun                                | 20. Januar 1797    | 18. Februar 1797   |
| Pierre-Antoine Laloy                                      | 19. Februar 1797   | 20. März 1797      |
| Michel Lecointe-Puyraveau                                 | 21. März 1797      | 21. April 1797     |
| François Lamarque                                         | 21. April 1797     | 19. Mai 1797       |
| Jean-Charles Pichegru                                     | 20. Mai 1797       | 18. Juni 1797      |
| Pierre-François Henry La Rivière                          | 19. Juni 1797      | 18. Juli 1797      |
| Joseph-Vincent Dumolard                                   | 19. Juli 1797      | 17. August 1797    |
| Joseph-Jérôme Siméon                                      | 18. August 1797    | 21. September 1797 |
| François Lamarque Interimspräsident                       | 18. August 1797    | 21. September 1797 |
| Jean-Baptiste, comte Jourdan                              | 22. September 1797 | 21. Oktober 1797   |
| François-Toussaint Villers                                | 22. Oktober 1797   | 20. November 1797  |
| Emmanuel Joseph Sieyès                                    | 21. November 1797  | 20. Dezember 1797  |
| Joseph Boulay de la Meurthe                               | 21. Dezember 1797  | 19. Januar 1798    |
| Jacques-Charles Bailleul                                  | 20. Januar 1798    | 18. Februar 1798   |
| Antoine-François Hardy                                    | 19. Februar 1798   | 20. März 1798      |
| Alexis Pison du Galland                                   | 21. März 1798      | 19. April 1798     |
| Joseph-Clément Poullain de Grandprey                      | 20. April 1798     | 19. Mai 1798       |
| Jacques-Antoine Creuzé-Latouche                           | 20. Mai 1798       | 18. Juni 1798      |
| Marie-Joseph Chénier                                      | 19. Juni 1798      | 19. Juli 1798      |
| Michel Lecointe-Puyraveau                                 | 20. Juli 1798      | 17. August 1798    |
| Pierre-Claude Daunou                                      | 18. August 1798    | 21. September 1798 |
| Jean-Baptiste, comte Jourdan                              | 22. September 1798 | 21. Oktober 1798   |
| Dieudonné Dubois                                          | 22. Oktober 1798   | 20. November 1798  |
| Julien Savary                                             | 21. November 1798  | 20. Dezember 1798  |
| Théophile Berlier                                         | 21. Dezember 1798  | 19. Januar 1799    |
| Jean-Baptiste Leclerc (genannt Leclerc du Maine et Loire) | 20. Januar 1799    | 18. Februar 1799   |
| Gabriel Malès                                             | 19. Februar 1799   | 20. März 1799      |
| Philippe-Laurent Pons                                     | 21. März 1799      | 19. April 1799     |
| Jean-Marie Heurtault de la Merville                       | 20. April 1799     | 19. Mai 1799       |
| Jean Debry                                                | 20. Mai 1799       | 18. Juni 1799      |
| Charles-François Génissieu                                | 19. Juni 1799      | 18. Juli 1799      |
| Jean-Baptiste Quirot                                      | 19. Juli 1799      | 17. August 1799    |
| Joseph Boulay de la Meurthe                               | 18. August 1799    | 22. September 1799 |
| Jean-Pierre Chazal                                        | 23. September 1799 | 22. Oktober 1799   |
| Lucien Bonaparte                                          | 23. Oktober 1799   | 12. November 1799  |
| Joseph Boulay de la Meurthe                               | 22. November 1799  | 21. Dezember 1799  |
| Pierre-Claude Daunou                                      | 22. Dezember 1799  | 26. Dezember 1799  |
| Jean-Ignace Jacqueminot                                   | 22. Dezember 1799  | 26. Dezember 1799  |

## Gesetzgebende Körperschaft (1800–1814)
| Präsident                                                 | Beginn            | Ende              |
| Jean-Baptiste Perrin des Vosges                           | 1. Januar 1800    | 21. Januar 1800   |
| Jean-Pierre Duval                                         | 21. Januar 1800   | 5. Februar 1800   |
| Henri Jean-Baptiste Grégoire                              | 5. Februar 1800   | 20. Februar 1800  |
| Jean-Baptiste Girot-Pouzol                                | 20. Februar 1800  | 7. März 1800      |
| Claude-Pierre Dellay d’Agier                              | 7. März 1800      | 22. März 1800     |
| Isaac Tarteyron                                           | 22. März 1800     | 31. März 1800     |
| Pierre-Jacques Chatry-Lafosse                             | 22. November 1800 | 7. Dezember 1800  |
| Alexis Pison du Galland                                   | 7. Dezember 1800  | 22. Dezember 1800 |
| Antoine Bourg-Laprade                                     | 22. Dezember 1800 | 6. Januar 1801    |
| Jean-Jacques Bréard                                       | 6. Januar 1801    | 21. Januar 1801   |
| Jean-François Rossée                                      | 21. Januar 1801   | 5. Februar 1801   |
| Jacques Poisson de Coudreville                            | 5. Februar 1801   | 20. Februar 1801  |
| Jean-Baptiste Leclerc (genannt Leclerc du Maine et Loire) | 20. Februar 1801  | 7. März 1801      |
| François-Joseph Lefebvre-Cayet                            | 7. März 1801      | 21. März 1801     |
| Charles François Dupuis                                   | 22. November 1801 | 7. Dezember 1801  |
| Jean-François Baraillon                                   | 7. Dezember 1801  | 22. Dezember 1801 |
| Pierre-Louis Lefebvre-Laroche                             | 22. Dezember 1801 | 6. Januar 1802    |
| Nicolas-Bernard Belzais-Courménil                         | 6. Januar 1802    | 21. Januar 1802   |
| Joseph Pemartin                                           | 21. Januar 1802   | 5. Februar 1802   |
| Denis Couzard                                             | 5. Februar 1802   | 20. Februar 1802  |
| Louis Ramond de Carbonnières                              | 20. Februar 1802  | 7. März 1802      |
| Jacques Devismes                                          | 7. März 1802      | 22. März 1802     |
| Jean-François-Joseph Marcorelle                           | 5. April 1802     | 21. April 1802    |
| François Lobjoy                                           | 21. April 1802    | 6. Mai 1802       |
| Pierre-Antoine Rabaut-Dupuis                              | 6. Mai 1802       | 20. Mai 1802      |
| François-Pascal Delattre                                  | 21. Februar 1803  | 7. März 1803      |
| Jean-François Méric                                       | 7. März 1803      | 22. März 1803     |
| Jean-Louis Girod de l'Ain                                 | 22. März 1803     | 6. April 1803     |
| Marie-Félix Faulcon                                       | 6. April 1803     | 21. April 1803    |
| Vincent-Marie Viénot de Vaublanc                          | 21. April 1803    | 7. Mai 1803       |
| François Lagrange                                         | 7. Mai 1803       | 21. Mai 1803      |
| Jérôme Reynaud de Bologne de Lascours                     | 21. Mai 1803      | 28. Mai 1803      |
| Louis de Fontanes                                         | 10. Januar 1804   | 24. Januar 1810   |
| Élisabeth-Pierre de Montesquiou-Fezensac                  | 24. Januar 1810   | 23. November 1813 |
| Claude-Ambroise Régnier                                   | 23. November 1813 | 4. Juni 1814      |

## Abgeordnetenkammer der Départements (1814–1815)
| Präsident                    | Beginn        | Ende          |
| Étienne-Henri, Vicomte Lainé | 11. Juni 1814 | 20. März 1815 |

## Repräsentantenkammer (1815)
| Präsident                    | Beginn       | Ende          |
| Jean-Denis, Comte Lanjuinais | 4. Juni 1815 | 13. Juli 1815 |

## Abgeordnetenkammer der Départements (1815–1830)
| Präsident                               | Beginn            | Ende              |
| Étienne-Henri, Vicomte Lainé            | 12. Oktober 1815  | 5. September 1816 |
| Étienne, Duc Pasquier                   | 12. November 1816 | 13. November 1817 |
| Pierre-François-Hercule, Comte de Serre | 13. November 1817 | 11. Dezember 1818 |
| Auguste Ravez                           | 11. Dezember 1818 | 5. November 1827  |
| Pierre-Paul Royer-Collard               | 25. Februar 1828  | 16. Mai 1830      |

## Abgeordnetenkammer (1830–1848)
| Präsident                                   | Beginn            | Ende              |
| Casimir Pierre Périer                       | 6. August 1830    | 21. August 1830   |
| Jacques Laffitte                            | 21. August 1830   | 11. November 1830 |
| Casimir Pierre Périer                       | 11. November 1830 | 31. Mai 1831      |
| Louis Gaspard Amédéee, Baron Girod de l’Ain | 1. August 1831    | 28. April 1832    |
| André Marie Dupin                           | 29. April 1832    | 2. Februar 1839   |
| Hippolyte Passy                             | 16. April 1839    | 12. Mai 1839      |
| Paul Sauzet                                 | 24. Dezember 1839 | 24. Februar 1848  |

## Verfassunggebende Nationalversammlung (1848–1849)
| Präsident                       | Beginn        | Ende          |
| Philippe Joseph-Benjamin Buchez | 5. Mai 1848   | 5. Juni 1848  |
| Antoine Sénard                  | 5. Juni 1848  | 29. Juni 1848 |
| Alexandre Marie                 | 29. Juni 1848 | 19. Juli 1848 |
| Armand Marrast                  | 19. Juli 1848 | 26. Mai 1849  |

## Nationale Gesetzgebende Versammlung (1849–1852)
| Präsident         | Beginn       | Ende             |
| André Marie Dupin | 1. Juni 1849 | 2. Dezember 1851 |

## Gesetzgebende Körperschaft (1852–1870)
| Präsident                         | Beginn            | Ende              |
| Adolphe Billault                  | 9. März 1852      | 12. November 1854 |
| Charles Auguste, Duc de Morny     | 12. November 1854 | 10. März 1865     |
| Alexandre Colonna, Comte Walewski | 1. September 1865 | 29. März 1867     |
| Eugène Schneider                  | 2. April 1867     | 4. September 1870 |

## Abgeordnetenkammer (1871–1940)
| Präsident                   | Beginn            | Ende              |
| Denis Benoist d’Azy         | 13. Februar 1871  | 16. Februar 1871  |
| Jules Grévy                 | 16. Februar 1871  | 4. April 1873     |
| Louis-Joseph Buffet         | 4. April 1873     | 15. März 1875     |
| Gaston d’Audiffret-Pasquier | 15. März 1875     | 13. März 1876     |
| Jules Grévy                 | 13. März 1876     | 31. Januar 1879   |
| Léon Gambetta               | 31. Januar 1879   | 3. November 1881  |
| Henri Brisson               | 3. November 1881  | 8. April 1885     |
| Charles Thomas Floquet      | 8. April 1885     | 4. April 1888     |
| Jules Méline                | 4. April 1888     | 16. November 1889 |
| Charles Thomas Floquet      | 16. November 1889 | 10. Januar 1893   |
| Jean Casimir-Perier         | 10. Januar 1893   | 3. Dezember 1893  |
| Charles Dupuy               | 3. Dezember 1893  | 2. Juni 1894      |
| Jean Casimir-Perier         | 2. Juni 1894      | 27. Juni 1894     |
| Auguste Burdeau             | 27. Juni 1894     | 12. Dezember 1894 |
| Henri Brisson               | 18. Dezember 1894 | 9. Juni 1898      |
| Paul Deschanel              | 9. Juni 1898      | 10. Juni 1902     |
| Léon Bourgeois              | 10. Juni 1902     | 12. Januar 1904   |
| Henri Brisson               | 12. Januar 1904   | 10. Januar 1905   |
| Paul Doumer                 | 10. Januar 1905   | 8. Juni 1906      |
| Henri Brisson               | 8. Juni 1906      | 23. Mai 1912      |
| Paul Deschanel              | 23. Mai 1912      | 12. Februar 1920  |
| Raoul Péret                 | 12. Februar 1920  | 31. Mai 1924      |
| Paul Painlevé               | 9. Juni 1924      | 22. April 1925    |
| Édouard Herriot             | 22. April 1925    | 22. Juli 1926     |
| Raoul Péret                 | 22. Juli 1926     | 10. Januar 1927   |
| Fernand Bouisson            | 11. Januar 1927   | 4. Juni 1936      |
| Édouard Herriot             | 4. Juni 1936      | 9. Juli 1940      |

## Beratende Versammlung (Freies Frankreich, 1943–1945)
| Präsident   | Beginn           | Ende             |
| Félix Gouin | 9. November 1943 | 8. November 1945 |

## Konstituierende Nationalversammlung (1945–1946)
| Präsident      | Beginn           | Ende              |
| Félix Gouin    | 8. November 1945 | 22. Januar 1946   |
| Vincent Auriol | 31. Januar 1946  | 27. November 1946 |

## Nationalversammlung (seit 1946)
| Präsident             | Beginn             | Ende               |
| Vincent Auriol        | 3. Dezember 1946   | 21. Januar 1947    |
| Édouard Herriot       | 21. Januar 1947    | 12. Januar 1954    |
| André Le Troquer      | 12. Januar 1954    | 11. Januar 1955    |
| Pierre Schneiter      | 11. Januar 1955    | 24. Januar 1956    |
| André Le Troquer      | 24. Januar 1956    | 9. Dezember 1958   |
| Jacques Chaban-Delmas | 9. Dezember 1958   | 25. Juni 1969      |
| Achille Peretti       | 25. Juni 1969      | 2. April 1973      |
| Edgar Faure           | 2. April 1973      | 3. April 1978      |
| Jacques Chaban-Delmas | 3. April 1978      | 2. Juli 1981       |
| Louis Mermaz          | 2. Juli 1981       | 2. April 1986      |
| Jacques Chaban-Delmas | 2. April 1986      | 23. Juni 1988      |
| Laurent Fabius        | 23. Juni 1988      | 22. Januar 1992    |
| Henri Emmanuelli      | 22. Januar 1992    | 2. April 1993      |
| Philippe Séguin       | 2. April 1993      | 12. Juni 1997      |
| Laurent Fabius        | 12. Juni 1997      | 29. März 2000      |
| Raymond Forni         | 29. März 2000      | 25. Juni 2002      |
| Jean-Louis Debré      | 25. Juni 2002      | 2. März 2007       |
| Patrick Ollier        | 7. März 2007       | 19. Juni 2007      |
| Bernard Accoyer       | 26. Juni 2007      | 26. Juni 2012      |
| Claude Bartolone      | 26. Juni 2012      | 20. Juni 2017      |
| François de Rugy      | 27. Juni 2017      | 12. September 2018 |
| Richard Ferrand       | 12. September 2018 | 28. Juni 2022      |
| Yaël Braun-Pivet      | 28. Juni 2022      |                    |